# Giovanni Bracco
Pour les articles homonymes, voir Bracco.
Giovanni Bracco (né le 6 juin 1908 à Biella et mort le 6 août 1968 dans la même ville) est un ancien pilote italien de course automobile, qui s'est surtout illustré en course de côte et en catégorie Sport.

## Biographie
Sa carrière s'étale entre 1938 et 1956. 
Il a notamment remporté la course de côte Biella-Oropa en 1947 sur Delage, celle de Bolzano-Mendola en 1948 sur Maserati 2000, la Coupe d'Or des Dolomites et le Circuit de Pescara en 1948, la course de côte Susa - Moncenisio en 1950, Vila Real et les 6 Heures de Pescara en 1951, puis les Mille Miglia et les 12 Heures de Pescara au volant d'une Ferrari 250 S en 1952.

## Palmarès
| Année | Épreuve             | Écurie           | Voiture                          | Coéquipier    |
| ----- | ------------------- | ---------------- | -------------------------------- | ------------- |
| 1948  | Coupe des Dolomites | Maserati         | Maserati                         | -             |
| 1952  | Mille Miglia        | Scuderia Ferrari | Ferrari 250 S Berlinetta Vignale | Alfonso Rolfo |